# William Nicholson (Schriftsteller)
William Benedict Nicholson OBE (* 12. Januar 1948 in Tunbridge Wells in England) ist ein Schriftsteller, Drehbuchautor und Regisseur. Für das Drehbuch zum Film Gladiator aus dem Jahr 2000 wurde er für den Oscar nominiert.

## Leben
Nicholson, in einer katholischen Familie aufgewachsen, traf im Alter von zehn Jahren die Entscheidung, Schriftsteller zu werden. Er studierte Anglistik an der University of Cambridge. Nicholson arbeitete zunächst für BBC an Dokumentarfilmen. Später schrieb er die preisgekrönte Trilogie Wind On Fire. Für The Wind Singer (siehe Aramanth-Trilogie) erhielt er 2000 den Nestlé Smarties Book Prize.
Für die Theaterstücke Shadowlands und The Retreat from Moscow wurde er für den prestigeträchtigen Preis Tony Award nominiert. Im Jahr 1993 wurde das Stück Shadowlands mit Anthony Hopkins und Debra Winger verfilmt; der Regisseur war Richard Attenborough.
Nicholson schrieb einige Drehbücher, u. a. für die Filme Martin Luther, Heretic, Der Marsch, Nell, Gladiator und Verborgenes Feuer. Bei letzterem übernahm er auch die Regie.
2015 wurde Nicholson mit dem Order of the British Empire ausgezeichnet.

## Werk (Auswahl)

### Fantasyromane
- Aramanth-Trilogie, dt. von Stefanie Mierswa, dtv München 2001–2002, die Bände:
  - Der Windsänger, 2001, ISBN 3-423-70667-8, The Wind Singer, 2000
  - Gefangene des Meisters, 2002, ISBN 3-423-70704-6, Slaves of the Mastery, 2001
  - Das Lied des Feuers, 2002, ISBN 3-423-70740-2, Firesong, 2002

- Der Orden der edlen Krieger Trilogie, dt. von Stefanie Mierswa, dtv München 2006–2008, die Bände:
  - Sucher, 2006, ISBN 3-423-71199-X, Seeker, 2005
  - Jango, 2007, ISBN 3-423-71261-9, Jango, 2006
  - Noman, 2008, ISBN 3-423-71316-X, Noman, 2007

### Romane
- 2004: The Society of Others, dt. Die Gesellschaft der anderen, dt. von Bernhard Robben, Eichborn, Frankfurt am Main 2005. ISBN 3-8218-0957-4
- 2008: The Trial of True Love
- 2009: The Secret Intensity of Everyday Life, dt. Der verborgene Zauber des ganz normalen Lebens, dt. von Marcus Ingendaay,  Manhattan München 2011. ISBN 978-3-442-54695-4
- 2010: Rich and Mad
- 2010: All The Hopeful Lovers
- 2013: Motherland

### Drehbücher
- 1983: Martin Luther, Heretic (Fernsehfilm)
- 1990: Der Marsch (The March)
- 1992: Sarafina!
- 1993: Shadowlands
- 1994: Nell
- 1995: Der erste Ritter (First Knight)
- 1997: Verborgenes Feuer (Firelight)
- 1999: Grey Owl (Grey Owl)
- 2000: Gladiator
- 2007: Elizabeth – Das goldene Königreich (Elizabeth: The Golden Age)
- 2012: Les Misérables
- 2013: Mandela – Der lange Weg zur Freiheit (Mandela: Long Walk to Freedom)
- 2014: Unbroken
- 2015: Everest
- 2017: Solange ich atme (Breathe)
- 2019: Wer wir sind und wer wir waren (Hope Gap)
- 2022: Dreizehn Leben (Thirteen Lives)

### Regie
- 2019: Wer wir sind und wer wir waren (Hope Gap)